# Arctotanais alascensis
Arctotanais alascensis is een naaldkreeftjessoort uit de familie van de Tanaidae. De wetenschappelijke naam van de soort is voor het eerst geldig gepubliceerd in 1899 door Richardson.